# Neeressa
Neeressa is een geslacht van vlinders van de familie spinneruilen (Erebidae), uit de onderfamilie Arctiinae.

## Soorten
- N. palawanensis Wileman & West, 1928
- N. sagada Semper, 1898
- N. whiteheadi Rothschild, 1910